# McCarran-lagen
McCarran-lagen är en amerikansk federal lag, McCarran Internal Security Act, från 1950, som syftade till att begränsa invandringen till USA. Den är uppkallad efter sin främste förespråkare den demokratiske senatorn Patrick McCarran och  antogs 1952 trots veto från president Harry S. Truman.
Lagen infördes under Joseph McCarthy-eran och kräver att kommunistiska organisationer skall registrera sig hos United States Attorney General samt initierade Subversive Activities Control Board för att utreda personer som misstänks bedriva omstörtande verksamhet eller på annat sätt främja inrättandet av en "totalitär diktatur", såväl fascistiska som kommunistiska.
Lagen innehöll också en frihetsberövande stadga, som ger presidenten befogenhet att gripa och kvarhålla "varje person som  det finns skälig grund att tro att personen sannolikt kommer att delta i, eller sannolikt kommer att konspirera med andra för att engagera sig i, att agerar för spioneri eller sabotage."
Sedan McCarthyismen bleknat i historien, intog domstolen ett mer skeptisk inställning till lagen och år 1965 röstade en domstol för att ogiltigförklara lagens krav på att medlemmar av kommunistpartiet var tvungna att registrera sig hos regeringen.
År 1967 fastslog Högsta Domstolen, att lagens bestämmelse som förbjuder kommunister att arbeta för den federala regeringen eller inom försvarsorganisationen, som ett brott mot rätt enligt det första tillägget till föreningsfrihet i USA.